# Италија на Светском првенству у атлетици на отвореном 2015.
Италија је на Светском првенству у атлетици на отвореном 2015.  одржаном у Пекингу од 12. до 30. августа, учествовала петнаести пут, односно учествовала је на свим првенствима до данас. Репрезентацију Италија је представљао 31. такмичар (14 мушкараца и 17 жена) у 18. атлетских дисциплина (8 мушких и 10 женских).,.
На овом првенству Италија није освојила ниједну медаљу.  Оборен је само један лични рекорд и постигнута 4 најбоља лична резултата сезоне.
У табели успешности (према броју и пласману такмичара који су учествовали у финалним такмичењима (првих 8 такмичара)) Италија је  са 4 учесника у финалу делила 29. место са 11 бодова. По овом основу бодове су добили представници 68 земаља од 207 земаља које су учествовале на првенству.
| Плас. | Земља   | 1. место | 2. место | 3. место | 4. место | 5. место | 6. место | 7. место | 8. место | Бр. финал. | Бод. |
| =29.  | Италија | 0        | 0        | 0        | 1        | 1        | 0        | 0        | 2        | 4          | 11   |
| ----- | ------- | -------- | -------- | -------- | -------- | -------- | -------- | -------- | -------- | ---------- | ---- |

## Учесници
| Дисциплина       | Спортисти                                      | Спортисти                                                     |
| Дисциплина       | Мушкарци                                       | Жене                                                          |
| ---------------- | ---------------------------------------------- | ------------------------------------------------------------- |
| 100 м            | Жак Рипарели                                   | -                                                             |
| 200 м            |                                                | Глорија Хупер                                                 |
| 400 м            |                                                | Марија Бенедикта Чикболу Либанија Гренот                      |
| 800 м            | Ђордано Бенедети                               | -                                                             |
| Маратон          | Данијеле Меучи Руђеро Петртиле                 | -                                                             |
| 400 м препоне    | -                                              | Јадислејди Педросо                                            |
| 3.000 м препреке | Џамел Чатби                                    | -                                                             |
| 20 км ходање     | Масимо Стано Ђорђо Рубино Федерико Тонтодонати | Елиза Ригаудо Елеонора Ана Ђорђи Антонела Палмизан            |
| 50 км ходање     | Матео Ђупони Марко ла Лука Теогорико Капарозо  | -                                                             |
| 4 x 100 м        | -                                              | Ђулија Рива Ирена Сирагуза Ана Бонђорни Глорија Хупер²        |
| 4 x 400 м        | -                                              | Марија Чикболу² Елена Бонфанти Ayomide Folorunso Кјара Бацони |

| Дисциплина     | Спортисти                       | Спортисти         |
| Дисциплина     | Мушкарци                        | Жене              |
| -------------- | ------------------------------- | ----------------- |
| Скок увис      | Марко Фасиноти Ђанмарко Тамбери | Алесија Трост     |
| Троскок        | -                               | Симона ла Мантија |
| Бацање кугле   | -                               | Клара Роза        |
| Бацање кладива | Марко Лингва                    | Силвија Салис     |

## Резултати

### Мушкарци
| Атлетичар            | Дисциплина       | Лични рекорд | Предтакмичење | Предтакмичење | Квалификације        | Квалификације  | Полуфинале           | Полуфинале           | Финале               | Финале               | Детаљи |
| Атлетичар            | Дисциплина       | Лични рекорд | Резултат      | Место         | Резултат             | Место          | Резултат             | Место                | Резултат             | Место                | Детаљи |
| -------------------- | ---------------- | ------------ | ------------- | ------------- | -------------------- | -------------- | -------------------- | -------------------- | -------------------- | -------------------- | ------ |
| Жак Рипарели         | 100 м            | 10,11        | слободан      | слободан      | 10,41                | 6 у гр. 1      | Није се квалификовао | Није се квалификовао | Није се квалификовао | 40. /68 (71)         |        |
| Ђордано Бенедети     | 800 м            | 1:44,67      |               |               | 1:48,15              | 4. у гр. 2     | Није се квалификовао | Није се квалификовао | Није се квалификовао | 27. /44 (45)         |        |
| Данијеле Меучи       | маратон          | 2:11:08      |               |               |                      |                |                      |                      | 2:14:54              | 8. / 42 (73)         |        |
| Руђеро Пертиле       | маратон          | 2:09:53      | 2:14:23 ЛРС   | 4. / 42 (73)  |                      |                |                      |                      |                      |                      |        |
| Џамел Чатби          | 3.000 м препреке | 8:08,86      |               |               | 8:47,30              | 9. у гр. 3     |                      |                      | Није се квалификовао | 23. / 38 (42)        |        |
| Ђорђо Рубино         | 20 км ходање     | 1:19:37      |               |               |                      |                |                      |                      | 1:23:23              | 20. / 50 (61)        |        |
| Федерико Тонтодонати | 20 км ходање     | 1:22:00      | 1:24:33       | 27. / 50 (61) |                      |                |                      |                      |                      |                      |        |
| Масимо Стано         | 20 км ходање     | 1:22:16      | 1:22:53       | 19. / 50 (61) |                      |                |                      |                      |                      |                      |        |
| Теодорико Капорозо   | 50 км ходање     | 3:51:44      | 3:56:58       | 25. / 38 (54) |                      |                |                      |                      |                      |                      |        |
| Марко де Лука        | 50 км ходање     | 3:45:25      | 3:53:02       | 16. / 38 (54) |                      |                |                      |                      |                      |                      |        |
| Матео Ђупони         | 50 км ходање     | 3:49:52      | 3:53:23       | 17. / 38 (54) |                      |                |                      |                      |                      |                      |        |
| Марко Фасиноти       | Скок увис        | 2,34д        |               |               | Није стартовао       | Није стартовао |                      |                      | Није се квалификовао | Није се квалификовао |        |
| Ђанмарко Тамбери     | Скок увис        | 2,37 НР      | 2,29          | 6. у гр. А    | 2,25                 | =8 / 39 (41)   |                      |                      |                      |                      |        |
| Марко Лингва         | Бацање кладива   | 79,97        | 72.85         | 9. у гр. А    | Није се квалификовао | 19. / 30       |                      |                      |                      |                      |        |

### Жене
| Атлетичарка                                                             | Дисциплина     | Лични рекорд | Квалификације | Квалификације | Полуфинале            | Полуфинале            | Финале                | Финале       | Детаљи |
| Атлетичарка                                                             | Дисциплина     | Лични рекорд | Резултат      | Место         | Резултат              | Место                 | Резултат              | Место        | Детаљи |
| ----------------------------------------------------------------------- | -------------- | ------------ | ------------- | ------------- | --------------------- | --------------------- | --------------------- | ------------ | ------ |
| Глорија Хупер                                                           | 200 м          | 22,95        | 22,99 ЛРС     | 2. у гр. 3 КВ | 22,92 ЛР              | 5. у пф. 3            | Није се квалификовала | 16 / 49 (51) |        |
| Марија Бенедикта Чикболу                                                | 400 м          | 52,06        | 52,48         | 6. у гр 3     | Није се квалификовала | Није се квалификовала | Није се квалификовала | 35 / 41 (42) |        |
| Либанија Гренот                                                         | 400 м          | 50,30 НР     | 51,64         | 4 у гр. 3 кв  | 51,14                 | 3. у пф. 1            | Није се квалификовала | 14 / 41 (42) |        |
| Маргерита Мањани                                                        | 1.500 м        | 4:06,05      | 4:09.06       | 9. у гр. 3    | Није се квалификовала | Није се квалификовала | Није се квалификовала | 19 / 34 (35) |        |
| Јадислејди Педросо                                                      | 400 м препоне  | 54,54 НР     | 1:25,15       | 7 у гр. 2     | Није се квалификовала | Није се квалификовала | Није се квалификовала | 36 / 36 (37) |        |
| Елиза Ригаудо                                                           | 20 км ходање   | 1:27:12      |               |               |                       |                       | Диск                  | чл.230.6     |        |
| Елеонора Ана Ђорђи                                                      | 20 км ходање   | 1:26:17 НР   | Диск          | чл.230.6      |                       |                       |                       |              |        |
| Антонела Палмизано                                                      | 20 км ходање   | 1:27:51      | 1:29:34       | 5./ 56 (62)   |                       |                       |                       |              |        |
| Ђулија Рива Ирена Сирагуза Ана Бонђорни Глорија Хупер²                  | 4 х 100 м      | 43,04 НР     | 43,22 НРС     | 7. у гр. 1    |                       |                       | Нису се квалификовале | 12. / 16     |        |
| Марија Бенедикта Чикболу² Елена Бонфанти Ayomide Folorunso Кјара Бацони | 4 х 400 м      | 3:25,71 НР   | 3:27,07 НРС   | 5. у гр. 2    | Нису се квалификовале | 9. / 16               |                       |              |        |
| Симона ла Мантија                                                       | Троскок        | 14,69        | 13,77         | 6. у гр. А    | Није се квалификовала | 14 / 27 (28)          |                       |              |        |
| Кјара Роза                                                              | Бацање кугле   | 19,15 НР     | 17.54         | 8. у гр. А    | Није се квалификовала | 22 / 29 (30)          |                       |              |        |
| Силвија Салис                                                           | Бацање кладива | 71,93        | 66,80         | 13. у гр. Б   | Није се квалификовала | 14 / 24               |                       |              |        |